# El Salvador
El Salvador (officielt: Republikken El Salvador, spansk: República de El Salvador) er det tættest befolkede land i Mellemamerika med 6.377.195(2015) indbyggere, der bor på et areal på ca. 21.000 km².
Landet grænser op til Honduras og Guatemala, og det har en 307 km lang kystlinje ud til Stillehavet. Hovedstaden hedder San Salvador, og højeste punkt er Cerro El Pital på 2.730 m.
Navnet El Salvador er spansk og betyder 'Frelseren'.

## Historie
De første spor af mennesker i Cuscatlán, som området blev kaldt før spaniernes ankomst, stammer fra omkring 1500 f.Kr., hvorfra der der fundet Mayaruiner.
Spanierne kom i 1522 første gang til en lille ø ud for det, der senere skulle blive til El Salvador. I 1524 gik de til angreb på Cuscatlán, men efter et langvarigt slag måtte de trække sig tilbage til Guatemala. Senere vendte de tilbage og grundlagde San Salvador det følgende år. I flere århundreder herefter var El Salvador en spansk koloni, men i 1811 var det spanske herredømme ikke længere så stærkt, og inspireret af revolutionerne i Frankrig og USA nogle år tidligere erklærede El Salvador sammen med andre territorier i området sig uafhængige af Spanien under navnet Mellemamerikas Forenede Stater i 1823. Denne statsdannelse holdt imidlertid kun til 1838, hvor El Salvador blev en selvstændig republik.
Den unge republik var præget af en række revolutioner og oprør. Mod slutningen af det 19. århundrede tog El Salvador initiativ til endnu en samling af staterne i området under navnet Mellemamerikas Forenede Stater, men heller ikke denne gang blev anstrengelserne kronet med held.
Landet havde enorme indtjeninger fra kaffeeksport, men denne gik næsten udelukkende til en lille magtelite, der desuden sad på den politiske magt. De skiftende regeringer koncentrerede sig om at understøtte kaffeindustrien med udviklingen af landets infrastruktur. Under Pedro José Escalón oplevede landet en relativ stabil periode fra starten af det 20. århundrede til depressionen i starten af 1930'erne efter Wall Street-krakket. I 1932 blev en stor opstand fra bønder og indianere og ledet af det nye kommunistiske parti slået brutalt ned med mere end 20.000 ofre. Efter denne opstand blev El Salvador i praksis et militærdiktatur indtil 1979.
Op gennem 1950'erne oplevede El Salvador betydelige økonomiske fremskridt. Men i slutningen af 1960'erne blev forholdet til nabolandet Honduras dårligere, og det endet i den såkaldte Fodboldkrig i juli 1969. Krigen varede ganske vist ikke mere end fire dage, men kontroverserne de to lande imellem blev først afsluttet med en grænseaftale i 1992.
I perioden 1980-1992 voksede modstanden mod militærdiktaturet støttet af landets fåtallige velhavende familier og højreorienterede grupper med de berygtede dødspatruljer. Konflikten blev væbnet. USA pressede et valg igennem og sendte militærrådgivere til landet for at træne regeringsstyrkerne, som i forvejen var stærkt støttet af USA. Venstrefløjspartierne, de folkelige bevægelser og det socialdemokratiske FDR sluttede sig sammen i FMLN-FDR.Borgerkrigen kostede omkring 75.000 mennesker livet. FMLN fik stor økonomisk og folkelig opbakning i El Salvador, støtte fra solidaritetsbevægelser og regeringer i den vestlige verden, samt militær støtte og træning fra Cuba og Nicaragua, som også behandlede mange sårede fra krigen. Konflikten i El Salvador bliver fejlagtigt udlagt som en konflikt skabt af den kolde krig,[kilde mangler] men den skyldtes nationale årsager og en kamp for indførelse af demokrati og demokratiske rettigheder for alle borgere i landet.[kilde mangler] Efter våbenhvilen, fredsaftalen af 16. januar 1992 og efterfølgende valg lykkes det FMLN at få større og større vælgeropbakning og vinde kommunevalgene i mange større byer, bl.a hovedstaden, samt en betydelig politisk indflydelse i parlamentet.

## Politik
El Salvador er en demokratisk republik ledet af præsidenten og den lovgivende forsamling på 84 medlemmer. Præsidenten vælges ved almindelig valgret for en femårig periode. Valget af præsidenten kræver absolut flertal, og hvis det ikke opnås, gentages processen. Medlemmerne af den lovgivende forsamling vælges for perioder af tre år. Domstolene i El Salvador er uafhængige. Grundloven er vedtaget i 1983.
Den nuværende præsident er Nayib Bukele, han tiltrådte præsidentembedet 2019 - i dag, for det politiske parti Nye Ideer (Nuevas Ideas).

## Administrativ inddeling
Landet er inddelt i 14 departementer med 44 kommuner, der er underinddelt i 262 distrikter.

## Økonomi
Den vigtigste havn for såvel import som eksport ligger ved byen Acajutla.

## Geografi
El Salvador er beliggende i det tropiske bælte og desuden plaget af de mange orkaner, der hærger Caribien. Således ramte orkanen Mitch landet i 1998 med ca. 200 dræbte og over 30.000 hjemløse til følge.
Endvidere er landet kendt for sine mange jordskælv. I 2001 forekom der ved tre forskellige lejligheder voldsomme jordskælv, der dræbte over 1.000 mennesker og ødelagde mange flere huse samt gjorde skader på op mod 80% af landets afgrøder det år med hungersnød til følge.